# Studiocanal UK
StudioCanal UK, anciennement Optimum, est un distributeur de film britannique fondé en octobre 1999 par Will Clarke. Il distribue au Royaume-Uni et en Irlande majoritairement des films en langues étrangères, des films d'animation japonais, dont notamment les films du Studio Ghibli, et des films indépendants britannique, irlandais et américain.

## Historique

### Optimum (1999-2011)
Optimum est fondé en 1999 par Will Clarke.

### StudioCanal UK
En 2006, Optimum est racheté par le StudioCanal. Il change finalement de nom en 2011 et devient StudioCanal UK.

## Source de la traduction
- (en) Cet article est partiellement ou en totalité issu de l’article de Wikipédia en anglais intitulé « StudioCanal UK » (voir la liste des auteurs).